# 우동

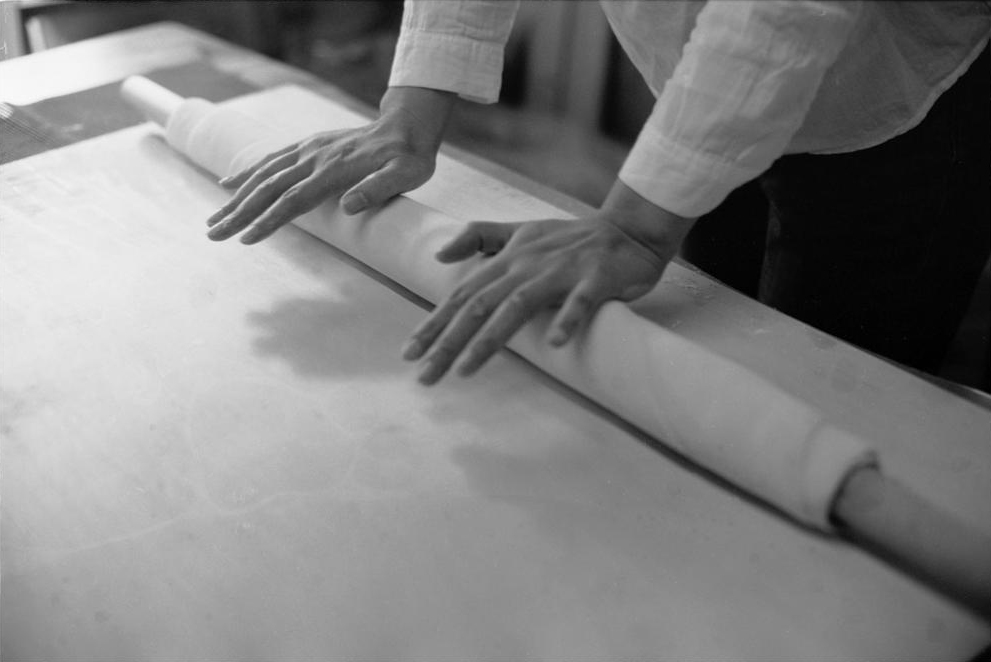
손으로 만드는 우동 면의 제조 모습

우동(일본어: うどん, 순화어: 가락국수)는 밀가루에 소금물을 붓고 반죽한 것을 굵게 뽑아 만든 국수의 일종이다. 대표적인 일본 요리 중의 하나로, 밀가루를 넓게 펴서 칼로 썰어서 만든 굵은 국수, 또는 그 국수로 만든 국수 요리다.

## 어원
아오키 마사루(青木正児)의 『혼둔(곤동)의 역사(饂飩の歴史)』에 따르면, 우동(饂飩)은 헤이안 시대(平安時代, 794~1185)에 중국으로부터 전해진 혼둔 또는 곤동(混飩, 얇은 밀가루 피에 고기소를 넣어 찌거나 끓이는 음식)에서 음훈을 따 운동(温飩)이라 불리다가, 점차 오늘날의 표기인 우동(うどん)으로 변화한 것이라 전해진다.

## 나라별 우동

### 대한민국
한국에서는 일식 우동요리 뿐만 아니라 분식점이나 포장마차에서 파는 한국식 우동도 인기가 있다. 두 가지 우동 모두 한국에서 우동으로 불리며, 우동이라는 명칭 역시 일본어 우동(うどん)에서 왔다. 한국에서는 우동이라는 단어는 우동 면으로 만든 국수 요리를 일반적으로 의미한다. 우동은 또한 가락국수라는 명칭으로도 자주 불린다.

## 사진

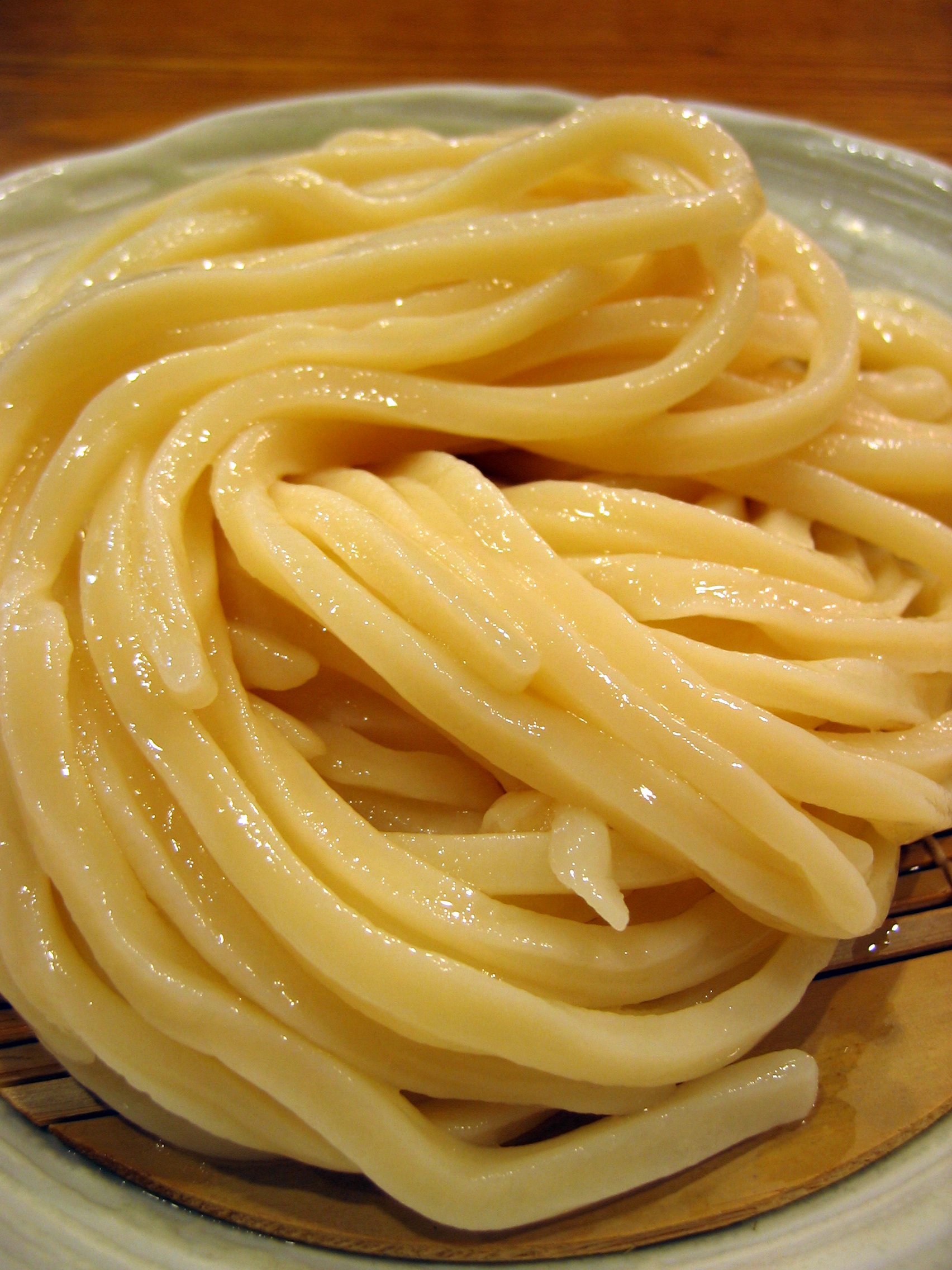
삶아 놓은 우동의 면
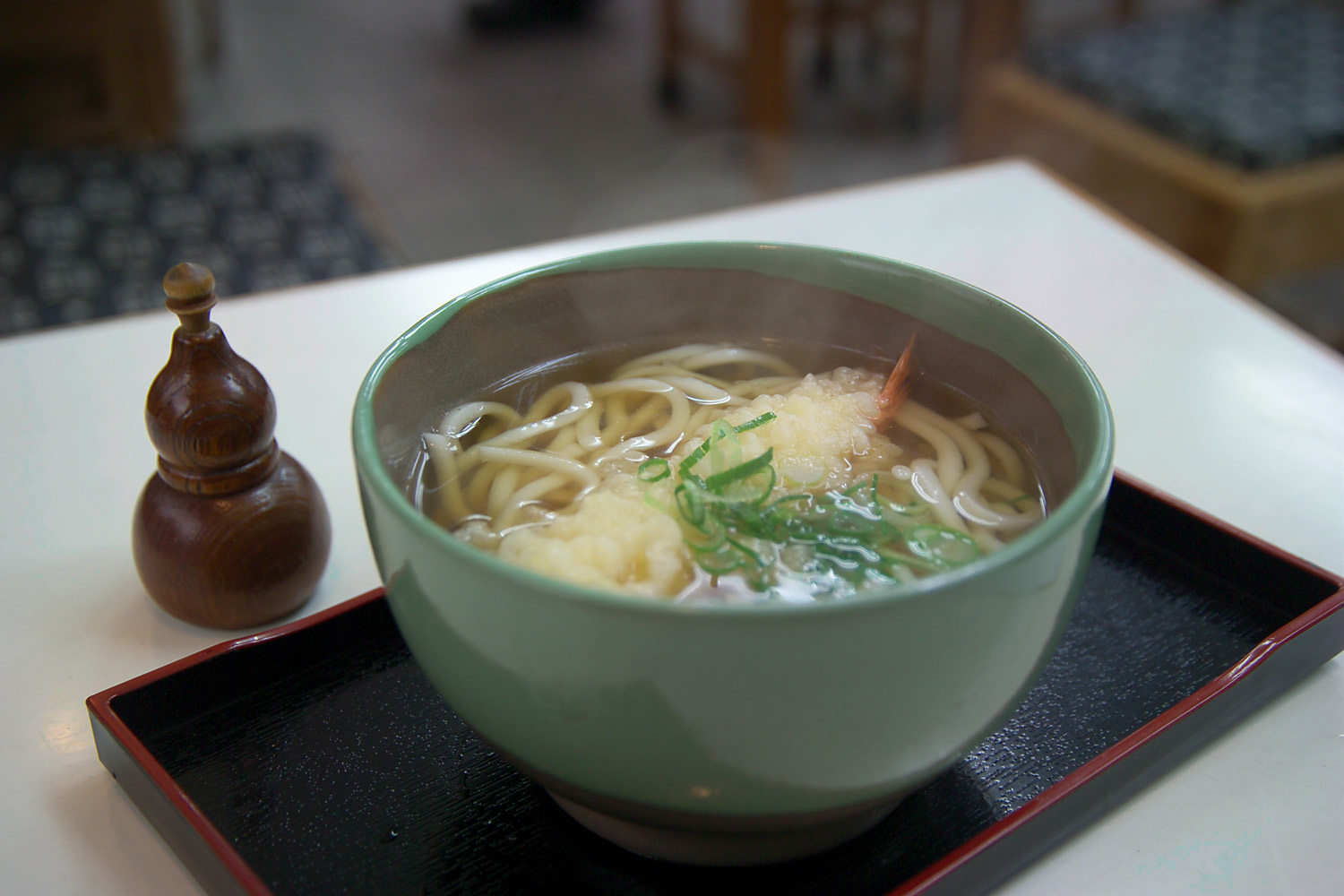
튀김 우동
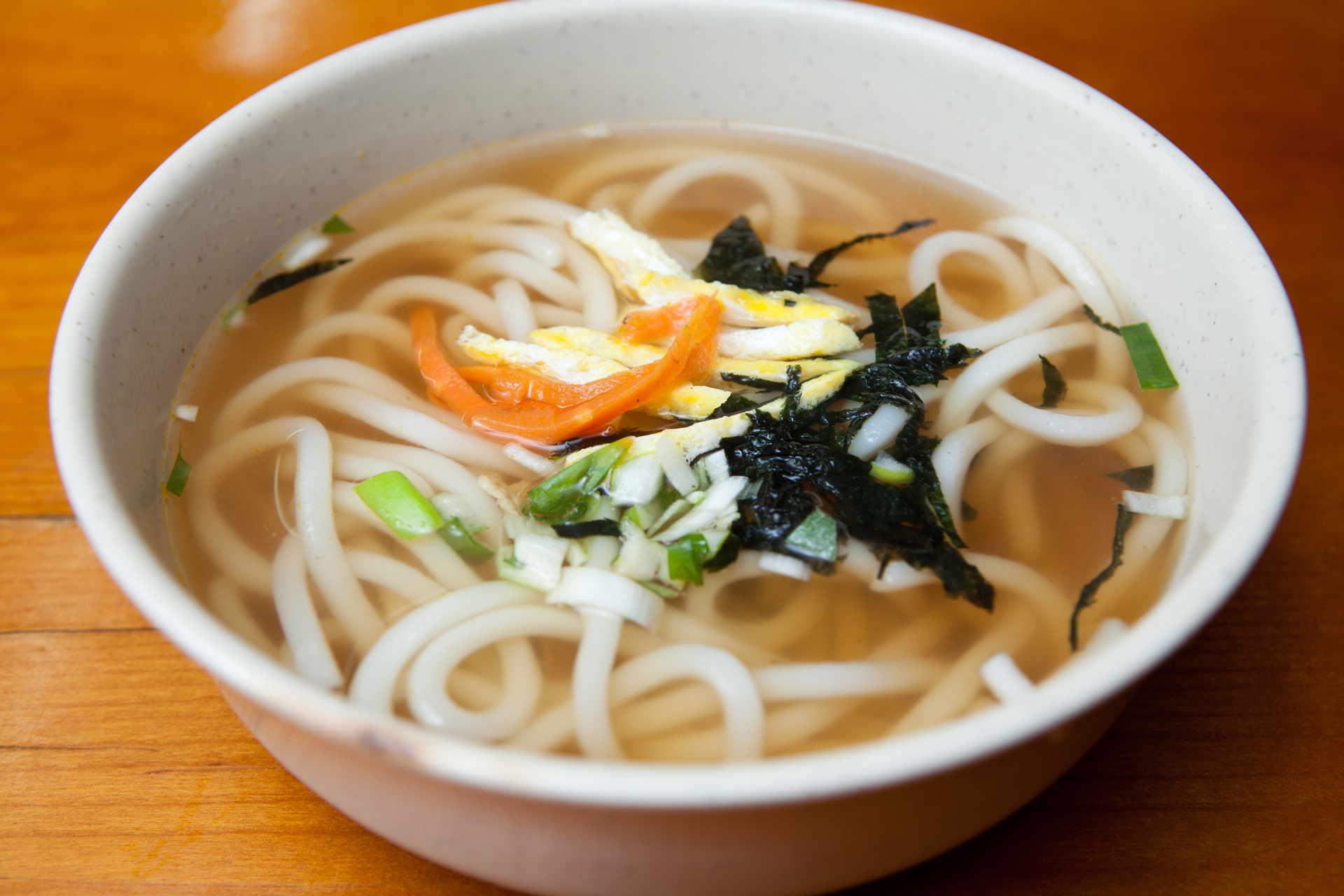
가락국수

## 같이 보기
- 일본 요리
- 라멘
- 소면
- 잔폰
- 가락국수